# Kazimierz Wyrzykowski
Kazimierz Wyrzykowski (ur. 1868 w Żółkwi, zm. 25 stycznia 1935 we Lwowie) – polski instruktor skautowy, lekarz, pierwszy Naczelny Komendant Skautowy we Lwowie w latach 1911–1914, członek Komendy Związkowej Stałych Drużyn Sokolich.

## Życiorys
Urodził się w Żółkwi w 1868 roku, tutaj też uczęszczał do szkoły powszechnej oraz średniej. Po ukończonych studiach medycznych na Uniwersytecie Jana Kazimierza we Lwowie objął praktykę lekarską w Żółkwi. Od wczesnych lat młodzieńczych był członkiem Towarzystwa Gimnastycznego „Sokół”. Po śmierci Alfonsa Borowskiego w dniu 2 sierpnia 1908 r., założyciela i długoletniego prezesa żółkiewskiego „Sokoła”, objął po nim na krótko tę funkcję.
Gdy we Lwowie umarł także w tym czasie, wieloletni Naczelnik Związku Towarzystw Gimnastycznych „Sokół” – Antoni Durski, powołano dr. Kazimierza Wyrzykowskiego na stanowisko Naczelnika Związku „Sokoła” i „Sokoła-Macierzy” we Lwowie. Funkcję tę zaczął pełnić od września 1909 r., po uprzednim odbyciu w Sztokholmie w Szwecji rocznego stażu w zakresie gimnastyki według systemu dr. Linga, a następnie propagował te ćwiczenia organizując w Skolem letnie kursy gimnastyczne w latach 1910–1914, które od 1911 r. zmieniły się w obozy skautowe na polanie „Dąbrówka”, kształcące kadrę instruktorską na potrzeby żywiołowo rozwijającego się skautingu, których był komendantem.
W 1910 roku stanął na czele przygotowań do wielkich obchodów 500 rocznicy zwycięskiej bitwy pod Grunwaldem i organizowanego z tego powodu zlotu sokolego.
Pełniąc funkcję naczelnika „Sokoła”, poddał się ogólnym nastrojom młodzieży wielu lwowskich organizacji oraz stowarzyszeń i włączył się nie bez wcześniejszych zahamowań i uprzedzeń w nurt prac związanych z tworzeniem skauţingu. Zorganizowany kurs informacyjny we Lwowie zgromadził ok. 200 uczestników. Wykłady prowadzone były według przełożonego na język polski przez Andrzeja Małkowskiego podręcznika gen. Roberta Baden-Powella „Scouting for boys”. 
Efektem kursu było utworzenie 22 maja 1911 r. we Lwowie trzech drużyn skautowych męskich i jednej żeńskiej. W „Rozkazie Dziennym” wydanym w tym dniu i podpisanym przez A. Małkowskiego czytamy: Postęp pracy oraz jej szybki rozwój sprawiły, że kierownik kursu wraz z Komendą Drużyn postanowili przejść z okresu próby do stworzenia we Lwowie organizacji scoutowej. Dlatego Komenda Drużyn rozwiązała dnia 21 maja b.r. dotychczasowe Drużyny Młodzieży Sokolej, a sama przekształciła się na Komendę Scoutową w skład której weszli druhowie: dr Kazimierz Wyrzykowski, Andrzej Małkowski, […].
Kazimierz Wyrzykowski był w głównym nurcie wszelkich poczynań skautowych nie tylko we Lwowie, ale i w innych miejscowościach. I tak, gdy 15 października 1911 r. ukazał się pierwszy numer czasopisma „Skaut”, użyczył swego nazwiska i autorytetu i został redaktorem odpowiedzialnym nowego pisma. 12 grudnia tego roku, w wyniku reorganizacji i przyjęciu regulaminu, powstało Związkowe Naczelnictwo Skautowe przy Związku „Sokoła” we Lwowie, a Naczelnym Komendantem Skautowym został Kazimierz Wyrzykowski.
W sierpniu 1912 r. uczestniczył w konferencji w Skolem z przedstawicielami Armii Polskiej oraz Naczelnej Komendy Skautowej w Warszawie celem utworzenia wspólnej Naczelnej Komendy Skautowej na zabór rosyjski. Naczelny Komendant Skautowy interesował się żywo pracą młodzieży w terenie. Jeszcze w 1911 r. wydał polecenie Zygmuntowi Wyrobkowi, by ten zajął się organizacją skautingu w Krakowie.
Interesował się również rozwojem żeńskiego skautingu. W 1912 r. powołał komisję, która miała opracować założenia ruchu żeńskiego, a niedługo potem, we wrześniu 1912 r. utworzona została sekcja żeńska przy NKS. Na kursach K. Wyrzykowski nazywany był Tatuńciem. Podczas pobytu w Tarnopolu, gdzie był 23 marca 1913 r. wygłosił w trakcie inspekcji prelekcję pt. Skautowe wychowanie młodzieży.
Przewidując wybuch wojny światowej i możliwość powołania do wojska, ustąpił z funkcji Naczelnego Komendanta Skautowego. Jako lekarz został powołany i skierowany do Wiednia, gdzie przebywał do końca wojny. Jego następcą został dr Kazimierz Panek.
Rozpoczęcie walk o Lwów było powodem tego, że przedstawiciele skautów lwowskich nie przybyli na zjazd w Lublinie, który odbył się w dniach 1–2 listopada 1918 r. Boje o miasto trwały do 22 listopada 1918 r.
Po powrocie do Lwowa pod koniec 1918 r. Kazimierz Wyrzykowski znów stanął na sokolim i skautowym posterunku jako Naczelnik i redaktor lwowskiego „Skauta” wraz z Kazimierzem Tyszką. Dopiero jednak przerwanie okrążenia wokół miasta w marcu 1919 r. spowodowało ożywienie na nowo działalności sokolej i skautowej. Wtedy została wydana przez Przewodnictwo Związku Sokolego odezwa do wszystkich gniazd sokolich wraz z kwestionariuszem, który miał być wypełniony i nadesłany do 10 kwietnia 1919 r. i nakładająca na Druhów sokołów i skautów obowiązek: 1. Powołania do nowego życia i zorganizowanie wszelkich Władz Sokolich i skautowych. […]  oraz Rozkaz Skautowy  podpisany przez Kazimierza Wyrzykowskiego, będący wykładnią ówczesnego programu skautowego, który również zawierał kwestionariusz z nakazem wypełnienia go do 1 kwietnia 1919 r. i złożenia w Naczelnej Komendzie Sokoła.
Kazimierz Wyrzykowski wycofał się z władz sokolich w 1919 r. Prowadził potem Zakład Gimnastyki Leczniczej we Lwowie, a od 1924 r. był dyrektorem Centralnego Instytutu Wychowania Fizycznego przy Uniwersytecie Jana Kazimierza. Zmarł we Lwowie 25 stycznia 1935 r. Pochowany został na cmentarzu w Żółkwi obok grobowca, w którym spoczęli wcześniej: Adolf Wyrzykowski h. Ślepowron (1880–1900), Antonina ze Skopasów Wyrzykowska (1887–1908), Helena Wyrzykowska (1901–1903), Zofia z Rychalskich Wyrzykowska (1878–1918). Na Cmentarzu Orląt Lwowskich znajduje się nagrobek z tabliczką Jan Wyrzykowski.

## Odznaczenia
- Medal Niepodległości (18 października 1932)[3]
- Odznaka ZHP „Wdzięczności” (1921)